# Maxcy Gregg
Pour les articles homonymes, voir Gregg.
Maxcy Gregg, né le 1er août 1814 à Columbia et mort le 15 décembre 1862 à Fredericksburg, est un juriste et militaire américain.
Il participe à la guerre américano-mexicaine et est général de brigade dans l'armée confédérée pendant la guerre de Sécession. Blessé à la bataille de Fredericksburg, il meurt quelques jours après celle-ci.